# Una història de bojos
Una història de bojos (títol original en francès: Une histoire de fou) és una pel·lícula dramàtica francesa de 2015, coescrita, produïda i dirigida per Robert Guédiguian. L'obra està basada en la història real d'un periodista espanyol, José Antonio Gurriarán, que es va quedar minusvàlid després d'un atac amb bomba de l'Exèrcit Secret Armeni per a l'Alliberament d'Armènia (ASALA) a Madrid l'any 1981. A continuació, va relatar les seves experiències a la novel·la autobiogràfica La Bomba, que va servir de material per a la creació de la pel·lícula. La pel·lícula es va estrenar a la secció de projeccions especials del Festival de Cannes de 2015. L'obra està subtitulada però no doblada al català.

## Argument
A la dècada de 1980, l'Aram, un jove armeni resident a Marsella, fa esclatar el cotxe de l'ambaixador turc a París. En Gilles Tessier, un jove ciclista que en aquell moment passava pel costat, queda greument ferit. A continuació, l'Aram fuig de França i viatja a Beirut, principal focus de la revolució internacional d'aquells temps, per a unir-se a l'Exèrcit Secret Armeni per a l'Alliberament d'Armènia (ASALA). En Gilles intenta comprendre la situació quan l'Anouch, la mare de l'Aram, arriba a l'habitació de l'hospital on està ingressat per a demanar-li perdó. Ella admet que el seu fill va col·locar la bomba. L'Aram s'enfronta amb els seus companys a Beirut i decideix trobar-se amb la seva víctima.

## Repartiment
El repartiment principal de la pel·lícula, així com els respectius papers interpretats, són:
- Simon Abkarian com a Hovannès
- Ariane Ascaride com a Anouch
- Grégoire Leprince-Ringuet com a Gilles Tessier
- Syrus Shahidi com a Aram
- Razane Jammal com a Anahit
- Robinson Stévenin com a Soghomon Tehlirian
- Siro Fazilian com a Arsinée
- Amir Abou El Kacem com a Vahé
- Rania Mellouli com a Nounée
- Hrayr Kalemkerian com a Haïk
- Rodney Haddad com a Vrej
- Lola Naymark com a Valérie
- Serge Avedikian com a Armenak
- Omar Mikati com a Narguiz

## Premis i nominacions
A la cerimònia dels Premis Francòfons del Cinema de 2016, l'actor Simon Abkarian va guanyar el guardó a millor actor secundari per aquesta pel·lícula.